# 天使のたまご
『天使のたまご』（てんしのたまご）は、1985年12月15日に発売された日本のOVAである。原案・監督・脚本は、押井守。71分。発売元は徳間書店。OVAながら新宿東映ホール1でOVA発売前に劇場公開された。
DVD版も2001年にパイオニアLDCから販売されている。2007年1月に徳間書店よりDVD版再発。2013年8月にはBlu-ray版が発売された。発売元は徳間書店、販売元はポニーキャニオン。

## あらすじ
ノアの方舟が陸地を見つけられなかったもう1つの世界。巨大な眼球を模し、中に複数の人型の彫像が鎮座する宗教の象徴のような機械仕掛けの太陽が海に沈み、世界は夜を迎える。
方舟の中の動物がすべて化石になった頃、忘れ去られた街で一人の少年と一人の少女が出会う。
少女は思い出せないくらい昔からそこにいて卵を抱いている。それが「天使のたまご」だと信じて。
少年は少女に言う。「卵というのは、割ってみなくては中に何が入っているのか分からないのだよ」と。
夜ごとに、忘れ去られた街では魚の影が現れ、影を狩るために漁師たちが銛を打つ。そして激しい雨が街を水没させる。
少年が「鳥を知ってるよ」という少女に連れられて見たものは羽の生えた人間を模した天使の骸骨の化石だった。少女はこの天使を孵すために卵をあたためているのだと言う。
少女が深い眠りについている時、眠れない少年は卵を打ち砕いて、彼女の元を去った。
その事に気づいた少女は去っていく少年を追う。だが、途中で地面の裂け目に気づかず、水を湛えたその裂け目の中へ真っ逆さまに墜落してゆく。まるで水に映ったもう一人の自分と出会うようにして。
海岸でまた一人になった少年は海を見つめる。再び世界が朝を迎え、海から太陽が上がる。その中に新しい彫像があった。卵を抱いた少女のものであった。少年は、いつまでも少女の彫像を見上げるのだった。
空を見上げる少年を上から見る映像。その映像はどんどん引いていき、最後に少年の立っている海岸、世界の形が明かされる。世界が巨大な方舟であることが明らかになり、物語は幕を閉じる。

## 登場人物
少年
声 - 根津甚八
十字架にも見える大きな武器を担いだ少年。赤い戦車に乗って、どこからともなく廃墟の町へやって来る。
鳥を追いかけて、さまよい続けてきた。それ以前の記憶は無くしてしまっている。
少女
声 - 兵藤まこ
廃墟の町でガラスの瓶を集めながら、独りで暮らす幼い少女。たまごを抱きかかえている。
何十万年も瓶を集め続けて生きてきた。

## 作品概要
生死や世界の変化は描かれるものの起伏のあるストーリーはほとんど存在しない前衛的内容である。押井が言うに、見所はストーリーではなく、たまごの中に何が入っているのかという点であるという。
旧約聖書・創世記に登場するノアの方舟のエピソードを独自に解釈した物語をベースにしている。キーワード「方舟」は押井の複数の後作に形を変えて登場しており、押井の作品世界を語る上で重要な一作である。なお「はこぶね」の一般的な漢字表記としては「箱船」「箱舟」等複数の表記があるが、押井はこの作品以降「方舟」に統一した。
登場する意味深げなモチーフは聖書におけるシンボルの暗喩で、例えば「魚」は「言葉」、「鳥」は「命」を意味するなどが挙げられるという考察もある。原画担当だった当時若手の貞本義行曰く、この時の押井は聖書のシンボル事典を横に置いて作業していたという。全体のモチーフは、押井が影響を受けたアンドレイ・タルコフスキーの『惑星ソラリス』に酷似している。
この作品自身もビデオソフトが後に廃盤になり、DVDなどで再発されるまでの間、作品の入手手段が完全になくなる不遇の時代を経験している。監督料はもらわずに、制作者印税のみの契約だったが、印税はほとんど入らなかったので貧乏生活を送った。

## 製作

### 背景
当初押井はこの作品を、「環八に雄大な方舟が入港してきたらすごいだろうな！」という思い付きから、「わけのわからない連中がたむろする24時間営業のコンビニエンスストアに、何故か毎夜8時になると空から方舟が降りてくる。ある日卵を抱えた少女が突如方舟から降りてくる。それが縁となり、更にすごい方舟がやって来ることを知った全てのキャラクターが待ちわびる」という、コミカルで軽い雰囲気に仕上げようと考えていたそうだが、天野の絵を見た途端に「このキャラで現実の日本を舞台にするのは辛い」「これはまっとうなファンタジーでやらないと駄目だ」と考えを改めた。
基本コンセプトは「基本は固定された画面で進行し、フォロー・ショット、パンは使わない」「時代の中の無意識を取り出す。それに成功すれば、観客個人の無意識の中にある風景に共感してくれるのではないか」「語っても言葉にならない部分を伝えて、時代を違った角度から明かす」「日常を忘れてスカッとさせるのではなく、観客が予想もしなかった物を見つけ出す喜びを見出せるようなエンターテイメント作品を作る」「物語性は極力排除して、シンプルにする。アニメーションの面白くて、豊かな表現力を積み重ねて、その上で物語性を出す様にする」「カール・グスタフ・ユングの分析心理学の『元型』『集合的無意識』の要領であらゆるモチーフを象徴的表現・暗喩で埋め尽くす」事とした。
宮崎駿が押井に仕事先として、徳間書店を紹介した所から、企画が本格的に動き出した。
| 「                                                                                      | 少女と女の境界線は いったいどこにあるのだろうか 少女がひとりの少年に出会い 少女であることから 解放される日 その日のために用意される 壮大で幻想的な物語 そして現代に蘇える ノアの箱舟伝説 SFハードメルヘン 「天使のたまご」は 女の子のためのアニメーションです ―『天使のたまご』企画書・前文より。 | 」 |
| —鈴木敏夫（大日本絵画刊「押井守・映像機械論[メカフィリア]」押井守・竹内敦志著p.73より） | |    |

企画書は鈴木敏夫が一晩で書き上げたが、その内容は見た押井は「これのどこが『天使のたまご』だ！」と怒る程のいい加減な内容であり、押井は「言いたいことを好き放題言ってやる。全部喋ってダメならそれでもいい」「映画の企画として提案すると企画が通らなくなるし、映画として発表してはいけない」と決意を固め、重役会議の際に押井はスポンサーの徳間書店の当時の専務・常務・社長に対して、「単純な、男と女の物語である」「芸術的な映画だけど、アニメーションでそういうことをやるのが絶対に必要なんだ」「この作品は作家の書き下ろしの小説の枠でやらせてくれ。原作も書くから」「作家として映画を作りたい。だから監督料はいらない。印税だけで監督をやってみたい」と2時間くらい説得した。結果徳間書店のバックアップと制作費8千万円を受け、この『天使のたまご』が世に出ることになった。実は、問題の企画書は後にわざと押井を怒らせるために鈴木が用意したダミーであり、押井が言いたいことをスポンサーの上層部に臆せず堂々と言うことで、上層部が監督に対して作家に接する時と同じ敬意を持ってもらうための作戦だった。それを知った押井は、この経験を通して「『企画書を会社に認めさせるために、どのような手段が許されるのか』について、深い感銘を受けた」と振り返っている。押井と当時徳間書店の編集者であった鈴木が組んだ初めての作品であり、『天使のたまご』というタイトルも鈴木が考案した（押井が仮でつけていたタイトルは『水棲都市』だったという）。
海外へのロケーション・ハンティングの予算が得られない所か、考えすらなかったため、代わりにフランスの地方都市の写真集を基にして世界観を構想されている。その無人の路地・石畳の舗道・建築の奇怪な意匠・空を映す窓等の写真から、半ば自動的に設定が生まれ、「街の様式や意匠を描写することで物語以前の何かを表現のみで成立させるアニメ」を実現しようと試みた。

### 脚本
押井はシナリオ制作に辺り、「映画・小説・テレビアニメ・劇場アニメ・OVA等、どの世界でも物語を『表現する』ことが難しくなっている。例えば『愛』『勇気』『希望』という言葉が、その内実を掘り下げて伝えるのではなく、単なる記号・情報になってしまっている。メカが登場すれば、作品がどう展開するのかが受け手は読めてしまう。カットやシーンすらも記号になってしまった」と当時の状況を嘆き、それを打ち破る試みとして『寓話』『諷刺』『たとえ話』として構成する様に志し、「オーソドックスな伏線を張って、ラストで結論に結び付く」という説話的な方法論を極力排除して、モンタージュ・間・構成を大幅に曖昧にし、並べ方を分かりづらくし、その中でイメージ同士をぶつけ合うことによって、そこから「どういう作り方が開発できて、プロット・シチュエーションが視聴者にどう見えるか」に挑戦した。
最初に押井が「『うる星やつら2 ビューティフル・ドリーマー』で表現した『女の子の見る夢』を更に推し進める」「聖書では『方舟はアララト山に辿り着き、そこから新しい物語が始まった』という風になっているけど、本当は方舟はアララト山に着かず、今も暗闇の中を漂っているのではないか?現実世界は実は方舟の密封された世界で営まれているのではないか?」をメインテーマにしたプロットを書き、「企画を通したいから、物語だけではなくて、イメージボードも欲しい」と天野にオファーを出した。プロットの時点で天野は作品の世界観の広さを感じ、「時間があれば幾らでも描けそう」と思いながらも、広がりを留めてコンセプトを固めるために、押井に書きたいテーマをピックアップしてもらった上でイメージボードを書き上げていった。天野が描き上げたイメージボードをアニメーター達に見てもらい、追加して欲しいアイディアを募り、同時にレイアウトシステムも構築していった。
正式な脚本の決定稿はないも同然で、事前にメモに書き込んだ「受胎告知」「方舟」「沈む太陽」「夜に十字架を背負って、戦車に乗って訪れる少年」等のアイディアをいきなり絵コンテで描きながら、はめ込んでいった。これは「アンドレイ・タルコフスキーのように起承転結のあるドラマではなく、表現だけで映画を作る」という狙いがあった。
セリフの書き方について、「うる星やつら」の場合は「キャラクター同士が饒舌に喋っているけど、一つひとつの言葉に大した意味は持っていない。その中から、何かを新しく表現する」という姿勢で書いていたが、本作では逆の「言葉で表現しようとすると観念的になってしまい、そのままでは社会に出しても通用しない言葉になると思う。だから言葉が出てきそうなシーンでも、徹底的に抑制して、これ以上そぎ落とせない所までそぎ落とす。それが自分の表現にもなる」という姿勢で書いた。

### デザイン
天野喜孝は単純な「キャラクターデザイン」ではなく、「アートディレクション」という役職になったが、その役割は押井曰く「本来1つの作品を作るために、沢山の各シーンのイメージイラストを描いた。それを壁に貼って、順番を入れ替えたりしながら各シーンのイメージを決定していき、そのシーンを担当するアニメーターがキャラクターを含めてそのシーンを作るものだった。しかし、次第にそこまで手間をかけられず、現場全体が『絵コンテからアニメーターがレイアウトを起こし、キャラクターは設定表を見てそのシーンに描き込む』という流れ作業になってしまった。このままでは作品世界に膨らみが無くなってしまう」と危惧し、絵コンテから原画を描き上げる前に、もう一度天野が絵コンテを元にイメージを膨らませる様にした。それが天野による大量のイメージボードの制作へとつながり、アニメーターはそれを見てもう一度レイアウトを起こしていくことで、世界観に厚みを持たせる様にした。
天野はキャラクターのデザイン作業以外にも、大道具・小道具のデザイン、イメージポスターを描き上げ、髪の色・肌の色等フィルム全体の色彩設定を押井と相談しながら決めていった。
天野はデザインの際に、影の付け方まで指定したが、線の引き方は作画監督の名倉靖博がまとめた。名倉は押井の「体が普通に動いていても、髪の毛はスローモーション気味に」という演出指示に答えるために、髪の毛の量を多くした。それは線も増えていくことであり、動画スタッフ達からは「動かせない」とクレームが来て、それでも名倉は「やって下さい」と頭を下げた。
天野は「僕がまとめて線までやったら、あの感じにはならなかった。名倉君が1本1本こだわって描いてくれたので、驚きながらもピッタリきた」と称賛した。
「少年」のデザインのコンセプトは天野の出したラフデザインから、逆算して性格や行動等のイメージを作り上げていった。イメージは「戦士」「旅人」を想定していた。天野はロングショットにも耐えられる様にシルエットをあっさりさせて、髪の色をホワイトにし、肌の色は黒を基調にしたデザインを決定稿にした。押井は絵コンテを切る時に「『少年』が『少女』に感情移入するのを客観的に描くのではなく、自分自身が『少女』に『30代の男性』『父親』ではなく、少年時代の自分として見られたい」と自身を投影させながら切っていった。少年が装備している十字架を模したロケットランチャーは「十字架を背負っているかのように見せたかった」と話している。
押井は「少女」のデザインのコンセプトについて、「最初から、ただ『私はかわいい』という即物的なデザインにしていては、アニメーションとしての新しい表現が成立しないし、他のキャラクターが引き立て役になってしまう。実写の女の子の表現は可愛い顔をする時もあれば、お婆さんの様に疲れた顔もするし、赤ん坊みたいに無垢な顔もする。そういう表現がアニメーションでもできないか」という狙いを持っていた。天野が描いた「少女」のデザインを押井は「『かわいい』と言うより『妖しい』。これなら『子供』ではなく『少女』を描ける」と大変気に入った。それを聞いた天野は、スピンオフの絵本「天使のたまご 少女季」にて「全ての女の子が持っている可能性」を1枚絵で表現する様にした。
「巨大な機械」は押井は最初に「目玉に見えて欲しい。誰の手にも届かない世界――ある種の彼岸のイメージを出したい」と志した。デザインの注文を出した時には「ゴシック建築の寺院・石油コンビナート工場・五百羅漢寺にも見える」「球体の巨大な都市」「キリスト教の聖像」等どの様にもイメージできるように発注した。しかし天野の絵柄の影響もあり、次第に「仏陀」「観音菩薩」をイメージしたデザインに変わっていった。その現象について押井は「それぞれの時点でその別のイメージがあり、それが物語に果たす役割があり、最終的に一つにまとめた時にどう見えるかは全く違う」「細部への個人的な思い入れというのは、飽くまで自分1人の思い入れであって、映画に込めた物とは異なる。そういう所がアニメーションで映画を作っている時の最大の面白さ」と振り返っている。
押井は「内臓を詰め込んだ甲冑みたいな感じで」と「戦車」のデザインを発注し、見事に天野は注文通りの戦車を書いたが、そのまま使うのは動画にできないので、名倉がデザインを清書し、森木靖泰が改めて設定表を描いた。戦車一個中隊が出現するシーンはラッシュフィルムを見た押井が「血が逆流した」と興奮したが、その60枚分の動画が完成するのに2か月かかり、仕上げのスタッフ達からはクレームがきた。押井は「単純に好きで出したかった」と振り返っている。
「街の男達」は「各自の個性を際立たせず、淡々としながらも力強さだけは感じさせるように」「着ている服はハーマン・メルヴィルの『白鯨』に出てくる漁師達が着ている重たいコートの感じを出して欲しい」と天野・アニメーター達に指示した。
「天使の化石」は「恐ろし気に見えるが、美しくなければいけない」と小林に指示した。

### 美術
小林七郎は「画用紙で描かれた克明な美術背景の上に、更に油性のサインペンでタッチ・色を描き込んだセル画を1枚重ねることで、建物の壁の荒々しさ等細かい部分を表現する」という手法を全ての背景で採用した。これは「画面のリアリティを出したい」「『キャラクターの面白さ中心で、背景が主張し過ぎるとキャラクターが死んでしまうから適当でいい』なんて風潮はおかしい。刺激がエスカレートしていくと、アニメーションを退廃させるという不毛の道を歩むことになってしまう」という小林の意向によるものである。押井も「基本的に絵柄が良ければ、質感・色彩等は美術がどう捉えて、どう引き出すかに任せるべきだ」と考えて、敢えて止めなかった。
小林は事前にアニメーターが描いてきたレイアウトを、事前に押井・天野とイメージボードで統一した「色のない世界」「石柱のレイアウト一つとっても独特の理屈がある。どの様に画面を切り取るかで、奥行きが様変わりするから、それをどこまで制御して、どこを目立たせるか」というコンセプトに合わせて、ゴシック調の世界観を持ち込み、重量感のある世界を作り出していった。そのために、形・線・タッチ・色調・明暗等を全て統一・修正していった。作画スケジュールの半分はレイアウトの修正に費やした。小林は美術・レイアウト以外に色彩設計にも関与したため、半分以上が1枚毎の背景美術の表現力を高める作業となり、カット数は通常の映画の3分の1（71分で約400カット）となった。
小林は、作業の際にまず「上がってきた背景原図を問答無用で消しゴムで消す」所から始めた。当然上げたアニメーター達からは非難が殺到したが、小林は全く動揺せず、消しながら「レイアウトは理屈であり、雰囲気ではない」「明確な理論を持った上で上げなければいけない」「嘘を排除していけば、自ずと画面は存在感を持ったものになる」ということをアニメーター達の目の前で説教した。その叱責は「罵詈雑言」と言ってもいい程にひたすら貶すような言い方だったため、押井は「どうしてそこまで言うんだろう」と引いた。ただ、修正された背景は確実に良くなっていったため、アニメーター達と押井は全く文句が言えず、納得するしかなかった。
押井はこの経験を元に基本的なレイアウトの見方を学び、「『機動警察パトレイバー』以降で、レイアウトをチェックする時に三角定規を手放せなくなった」と語り、後に独自のレイアウトシステムを確立する契機となった。

### 作画
押井は「作品が持っているリズム・描くことで生まれてくるテンポ・軽さ・躍動感とは全く別の『重い表現』を生み出す」ことを作画表現上のメインテーマとし、中割りの枚数が増えることによって出てくる「表現の不自由さが生み出す奇妙な緊張感」を面白く感じた。
押井は「アニメーターの一人ひとりが、各自にテーマを持ちながら、作品を完成させて欲しい」「1つのカット・シークエンス・シーンが物語を進行させるための記号になるような絵を描いて欲しくない。1つのカットが動くアニメーションとして何かを表現して、訴えるような絵を描いて欲しい」「芝居をただリアルに見せるのではなく、動きがあっても1枚の絵として見せる。動かして、尚且つ緊張感を出す様に」とアニメーター全員に注文し、具体的な指示はほとんど出さなかった。名倉は「ねちっこい演技で、精神的・内面的な物を出したいのではないか」「表情をバッと出すのではなく、抑えてもなお滲み出てくる感情を期待しているのではないか」と解釈し、押井の出したイメージを感覚的に捉えて、自分の感覚で描いた。
名倉は鈴木から誘われる形で参加して、原画スタッフとしての作業に留まる予定だった。当初は作画監督はなかむらたかしが務める予定だったが、「工事中止命令」の作業が大詰めを迎えていたため、なかむらは参加できなくなった。困った押井が名倉が描いたレイアウト・原画が本作の世界観にハマっていたのを見て、押井の独断で名倉を作画監督に任命した。押井はその時の理由に「名倉君が最初に描いたレイアウトの時点で、絵がデリケートで、背景の設定の仕方を一つ取っても、名倉君の表現したいものが込められている。『これならいける』と思った。ひょうたんからコマという感じになったけど、この作品の救世主になってくれた」と語っている。
名倉は作画監督として、小さな演技・細かい表情・目と顔の輪郭を特に注意してチェックした。押井からは「実写の感覚で光が上からくると、顔はお面を被ったようになるから注意して」と指示され、実際に表情の表現で、顔の頬に影を入れると一気に大人っぽくなってしまうため、影の使い方に苦労した。また、今までの現場で作画枚数が制限されていたことへの反動で、3コマでの描写でいい所を2コマにタイムシートの指示を書き換えたり、時には名倉自ら1コマの描写にして、髪・衣服の描写を強調した。実際の作画監督としての修正作業は3ヶ月しかなかったが、「死にそうだったけど、確実に次のステップになった。やってよかった」と振り返り、押井も「最初は作画上の事で話し合ったりしたけど、後半はほとんど任せっぱなしと言ってもいいほど信頼していた」「当初のイメージはもっとシャープな、光と影のコントラストの強い絵だった。でも、『名倉君の繊細なタッチでもいいんだな』と思えた。もうこの作品にピッタリ」「初めての作画監督で、あそこまで自分のやりたい表現を出せるのは並ではない。スケジュールも、彼のペースに上手くのせられてしまった」と名倉の仕事ぶりを絶賛している。
「王立宇宙軍 オネアミスの翼」の企画書のイメージボードの書き方に悩んでいた貞本義行に、押井が「今、天野がイラストを描いているから勉強しに来い」と誘った。貞本は原画を描きながら、天野の仕事を後ろから眺めて、天野からは怪訝な表情をされた。貞本は「天野さんと押井さんのセッションに興味があったので、押井さんに仕事場を見せてくれる様に頼んだが、結局天野さんの邪魔をしただけだった。だけど、この時の天野さんの描き方・カラーインクの使い方等がお気に入りで大きな影響を受けた」と振り返っている。
庵野秀明が作画スタッフとして参加していたが、その想像を絶する仕事量に打ちのめされ、2週間で逃走した。後にアニメーターの高木弘樹は「『巨大な機械の長尺・背動・1カット』の長丁場の原画の注文を受けた庵野さんが『1ヶ月かかるから30万で受けますよ』と条件を提示し、押井監督はそのカットを欠番にした」とも語っている。作品の公開から約35年が経過した2021年の「庵野秀明展」にて、庵野が担当した本編では未使用のレイアウトが展示された。
動画スタッフ達は単純に原画と原画の間を埋める感覚で描くのではなく、全体的にコマ毎に先の動きを作りながら描いていった。

### 音楽
1981年に「りゅうの目のなみだ」で共同で関わったつながりから、押井から菅野由弘にオファーが来た。
押井からは「ボーカルとピアノを基本に、キリスト教音楽のイメージを取り入れる」「水の音と音楽だけで作品を作りたい」というコンセプトを提示された。そこから「ある程度動画が仕上がった所で、最初の劇伴の録音を行い、それに合わせてまた動画を作り出して、もう一度音楽を録音する」という双方向の作り方を採用した。
1回目の録音の際にとてもいいテイクが上がったが、大幅に映像より長くなった曲があり、本来だったら録り直さなければいけなかった。しかし、押井は「絵の方を伸ばすから、今のを採用しよう」と決めた。それに菅野は嬉しさを覚えたが、直後に押井が「後400枚か」とつぶやいたのを聞いて恐れおののいた。
風をイメージした音色は、菅野のアイディアでコーラスを担当した人々が少年の台詞をそれぞれ違ったスピード・声色で話したのを録音し、それを編集することで作り上げた。

### キャスティング
斯波重治は「この作品は形而上学的・観念的・啓示的な内容だ」という自身の思いを踏まえて、「子供から大人に変わる年代を意識した、キャラクターの年齢に近い人」ではなく「人間が背負っている重みが、画面を通じて声の中に出せる人」を基準に選び、「声の芝居の中に、役者の存在感を感じさせる」様な演じ方を要求した。
根津に対しては、押井が根津に前々から抱いていたイメージを意識して、名指しで起用した。
兵藤はアニメーションの仕事は本作が初めてだった。斯波がオーディションテープを初めて聞いた時は「キャラクターとの相性が良すぎて、役者の存在感が薄れてしまう」と危惧したが、次第に「少女の日常生活感を払拭し、且つ本来持っているキャラクターをきちんと出していける人だ」と判断して、起用した。その場で一緒にオーディションテープを聞いていた押井は「この人でいい」と即断した。その後兵藤と対面した際には、「立派な女性なのに、実年齢より10歳位若く見えた。印象が『少女』を感じさせる人だったので、かなり気に入った」と称している。
1985年10月14日に押井・斯波・根津・兵藤が初めて顔合わせした。ミーティングの際に根津は押井に「キャラクターを捉まえるために、フィルムを見せて欲しい」と注文した。兵藤はミーティング前にアフレコ台本を読み込み、キャラクターに対しての疑問点を書き出して、ミーティングの時に押井に質問して、解釈を深めていった。アフレコは1985年11月15日午後20時～16日午前2時30分に浜町スタジオで行われた。

### 4Kリマスター
公開40周年記念として、2025年の発売を目標に4Kリマスター版が押井の監修の元で制作されることが決定した。
35ミリフィルムの原版からスキャニングすることで4Kリマスターが施された。
ドルビーアトモス化にあたり、オリジナルのモノラル音源からセリフ・効果音・BGMを分離した後、リミックスした。この試みはソニーPCLによる立体音響制作技術・ソニーグループ独自のAI技術を導入して開発した、複数の音が混ざり合った音声データから個々の音源を分離する技術を活用することで実現した。

### 海外展開
日本国外での権利は、著作権者である徳間書店の尾形英夫が独断でロジャー・コーマンに売却し、その後は転売が繰り返されて、2010年時点での国外での著作権者は不明になっている。海外での反応は大きいものの、海外展開は「未来永劫不可能」と言っても過言ではない状況になっていた。
2024年5月10日、本作の4Kリマスター版の国際販売権をフランスのアニメーション配給会社「ゲベカ・インターナショナル」が獲得した。
2024年5月30日、アメリカの映画配給会社「GKIDS」が本作の4Kリマスター版の北米での配給権を取得。2025年を目途に北米にて劇場公開を予定している。
2025年5月に第78回カンヌ国際映画祭のクラシック部門でワールドプレミア上映が行われた。

## 監督による解説
焚き火の横で寝ている少女の側に少年がいて卵を割る場面については、二人がセックスをやっていると考えてもらってよい、そういう暗喩を目指した描写であったと発言している。
大元のイメージは、押井が子供の頃に母親から聞いた「女の人は生まれた時からお腹にたまごを持って生まれてくる」という話・テネシー・ウィリアムズの『ガラスの動物園』の「ずっと何かを待ち続けていた女の子が、他者に出会い、別れる事で世界が新しくなる」という関係性の変化を主軸にした物語から作られている。
本作を、主人公に感情移入して、ストーリーを追っていく見方に対するアンチテーゼであったかもしれないと語っており、物語よりもアニメーションの表現を楽しむ姿勢を投げかけようとしたところがあり、退屈で眠くなるようなギリギリのところで、緊張感を持続させる小刻みの感動を与え続けたいと語っている。
「少女」は「今まで停止された時間を生きてきた存在」として描き、そこに「少女」を現状から救い出す存在でもある、「イエス・キリストを連想させる救済者」として「少年」を描いた。
「たまご」は「夢」「希望」「可能性」等様々な意味を込め、「卵の中の鳥が見ている夢の中の世界」みたいなもので、今はどこにもないものをお腹に抱えて生きており、一番大切なものと思って生きているが、それが打ち砕かれることなしに本当の現実に出会うことはなく、出発はありえないといった意図を含んでおり、ラストに泡がたまごに変わったのは「鳥となって飛び立つのではなく、『卵』として生まれ変わることで救いや希望を托しているからである」「鳥が卵になって、新しい夢を見ている」という。後に「二百何十個の卵子」とも言った。
「魚」は様々なモチーフに影響された結果で、「シーラカンスのイメージ」「環八通りで魚が泳いでいたら面白いだろうな」「日常的に水没が繰り返される都市に、人間がいたら面白いだろう」という日々の個人的な妄想などと混ざり合って表現されたと解説している。そこから、「実体はないけど、影だけはある魚」を絵として表現し、それを「無くなってしまった物の記憶であり、実在しないもの。つまり、たまごと全く同じ意味を持つ」ことを表現した。
「戦車」は「少女のある種の願望」「少年が担いでいる銃、街の男達の槍と同じことを象徴している」「少女の性的な夢」「攻撃的な男性」を表している。
「夜毎に水没を繰り返す街」は「『ノアの方舟』からの水没した都市」「鳥が夢の中で見る、海洋に浮かぶ残された地上」「作品世界への入り口」「あの街は方舟の上に乗っているものかもしれないし、水の底に沈んでいるものかもしれない。そこに生きている人間達がそれにすら気付かないだけなのかもしれない。同様に、人間と言うのは現実に生きていても現実を見ているわけではなくて、半ば夢・半ば現実という曖昧な中で生きているのではないのではないか」「女性の身体的現象」「アメリカのテレビのホームドラマ・小説や映画で知った先進国の都会の風景が、高校時代の僕が期待していた自分自身の未来とどうしても重ならなかった。その中で未来を考えていた時、通学電車の中で空想していて、僕にとって大変美しかったのが本作の廃墟の街」と称している。
「水」は「沈んでしまった世界の記憶であり、街全体が水の底にあるかもしれない」「透明で形も無いし、波紋が現れる時以外は存在があっても、どういう物なのかを指し示すことができない」というイメージを表し、作品世界を覆う程のテーマとなった。
「街の男達」は「魚という実在しない存在を一生懸命に追いかけている」シーンを書くことで、「無いものを追い掛け回し、実在しないものが現れるのをひたすら待っている」「やっていることは少女と同じで、自分の事が全くわからない」ことを表現した。
「鳥」は「現実をもう一度バラバラに解体してみせ、観客を別の次元に引っ張り込むためのとっかかり」「脚・爪・目を見れば『怖い奴だ』と直ちにわかる。獣っぽく見えるけど、獣ではなく、爬虫類の系譜。どう見ても4本足で歩いておらず、空を飛んでいるから、『人間と共通の世界で生きている』という親近感がない」と考察し、「本来気持ち悪いものであり、今回は更に気持ち悪く」描こうとした。
「天使」は「人間と神をつなぐ者」「人間を裁く者」という意味合いもある。作品制作にあたって天使に関する書籍を読み漁った時に抱いた「天使はモンスターですよ。日本人は『キューピッド』や『エンジェル』のイメージを持っているけど、旧約聖書の世界では、人間に似ているが人間ではない恐ろしい存在。困った事に上司として神様がいて、その使いで人間に災いをなすもの。だから、本質はテロリストなんですよ。『反対は悪魔』どころの騒ぎではない。悪魔も元をただせば全員天使だから」「英語で『エンジェル』と言えば可愛らしいけど、ヘブライ語で『マラーク』と呼ぶと禍々しい。宗教には大概天使がいる。人間は救いを求めているわけではなく、『裁かれたい』という思いがついて回る存在として作られている気がする」という思いを込めた。
「天使の化石」の存在は「現実には在り得ないものが形になったもの」「裁く者も、救いをもたらす者もいなくなった世界」を示し、その痕跡に振り回されるキャラクターを描写しようとした。
「羽毛」は「鳥・天使はいないけど、羽毛は実在することで何らかの情緒・救いを出せれば」「壮大な男性的原理そのもの」と話している。

## スタッフ
- 製作 - 徳間康快
- 企画 - 山下辰巳、尾形英夫
- 原案 - 押井守、天野喜孝、アニメージュ文庫『天使のたまご』
- 脚本・監督 - 押井守
- プロデューサー - 三浦光紀、和田豊、小林正夫、長谷川洋
- 美術監督、レイアウト監修 - 小林七郎
- アートディレクション（正確にはキャラクターデザイン・イメージボード・美術設定・色彩設定）[27] - 天野喜孝
- 作画監督 - 名倉靖博
- 音楽監督 - 菅野由弘
- 音響監督 - 斯波重治
- 撮影監督 - 杉村重郎
- 編集 - 森田清次
- アニメーション制作 - スタジオディーン

## 作品の評価

### 発売時の評価
押井はこの作品を作ったことにより、「わけのわからない物を作る監督」というレッテルを貼られ、『機動警察パトレイバー』の企画が来るまでその後の仕事の依頼がさっぱりなくなってしまった。ちなみに監督本人も通して見ると疲れるらしく、当時日本テレビのプロデューサーだった堀越徹は一回目に寝てしまい、讀賣テレビ放送の諏訪道彦も訳の解らないままテレビで放送したという。
宮崎駿は「プロットと絵コンテを見た時、『押井守自身にとってはゾクゾクするイメージでも他人には通じない』と思った」「全てがいわくありげに描かれている。しかし、『そういうものだ』と切って捨てるかのように象徴化させてしまうほど、世界は単純なのかな?そういう人たちもいると同時に、そうでない人たちもいるということを出さないと、世界の描き方としては一面的な気がする。少女がジャムを食べている時も『それは誰が作っているんだろう』と思ってしまう」「本作でのモチーフは通俗的な物語の中にも込められるものであって、前衛映画の形を採らなくてもできると思うんです」「戦車を出した以上は、巨砲をぶっ放せ」と述べており、さらに押井によると、直接自分に対して「やり方が特攻隊とテロリストだ。帰る場所の確保なんて何も考えてない。あんなものよく作れた。あなたは頭がおかしい」と言ったという。実際に押井はその後ゲーム・実写等色々な企画を手伝いながら、監督としての場所や知り合いとのつながりを確保したことを振り返っている。
安彦良和は「『以前にはなかった試み』だという気がするのは、断片的なモンタージュではなく、『80分という長さで1つの完結した世界を作る』ということだと思うからなんです。作画のタッチは『哀しみのベラドンナ』にあった近代主義的なものだけど、非常に興味深いと同時に、常に危険を孕んでいる感じもある。押井さんが作家として立っていけるのか、その岐路に立たされた時、尚且つ『作家・押井』と『演出家・押井』を使い分けていく道ができたら、余計辛い所へ行ってしまうのではないか」と押井の今後を危惧し、押井は「1つのスタイルを決定するのは割と容易いけれど、自分は映画の根源にある『時に芸術的になったり、風俗的になったり、B級アクションになったり』する様なそういう正体不明の非常に無節操な部分は手放せない。大事なのは『どっちに転んでもかまわない』という覚悟なんだという気がしてならないんです」と返答している。
美樹本晴彦は「モノトーンの背景にキャラクターの色彩が置かれているのがいい」「美術が描き込まれている部分もいいけど、森の背景で、奥の背景をシルエットにして、描き込みをワンポイントに絞っている点が、ここまで徹底的に凝っているととても効果的だと思いました。その他の部分も暗い中でうっすらと背景が見えていたりして、空気を感じさせられました」「キャラクターの外見が割とシンプルなのに、実際に動くとフォルムに立体感があって、びっくりしました。作画の手間もかかったと思いますが、実際の作業に入る前の『練り』がしっかりやってありました。『どういう画面にするのか』に非常にこだわっていて、『漠然と描き込む』『単にリアルにする』様なことをしなかったのが、数多い作品の中で一線を画していると思います」「内容は決して大衆的な作品ではありません。しかし、そういう作品で押し切るだけの確たるものを持った作り手の姿勢が、すごく魅力的だとおもいます」「OVAは映画やテレビアニメとは違って、『作り手が自分の作りたいものを作れる』という点にメリットがあります。そういう点で本作は『OVAのメリットを最大限に活かした』初めてに近い作品だと思います。出来からいえば、映画館にかけてもおかしくない作品でしょう」と絶賛している。
『シティロード』は「1984年は劇場用長編アニメの分野で『風の谷のナウシカ』の宮崎駿か、『うる星やつら2 ビューティフル・ドリーマー』の押井守かという議論が喧しかった。そのときは、"うる星やつら"という借り物のキャラクターのせいもあって、押井ワールドの全貌が見えてこない憾みがあった。しかしこの押井守原案・監督『天使のたまご』で、それは明確になった。一言でいえば、宮崎駿の飛翔する世界に対して、押井守は沈潜する世界である。この映画では水の精のような少女が登場する。登場人物はもう一人、旅人の男。この二人だけだ。少女が抱えた卵（どうしても妊娠を連想する）が、世界再生の鍵になるらしいが、男は別の考えがあるらしい……聖書のノアの方舟にヒントを得ているこの作品では、何よりも水が主役である……ありとあらゆる水が描かれる。やがて（『ビューティフル・ドリーマー』でもそうだったが）、至るところに水があるのも、世界そのものが水没してしまっているからではないか、という幻覚（真実?）に捉えられるのだ、『天使のたまご』の映像はタルコフスキーに勝るとも劣らない。"少女をかわいいキャラにしたくなかった"という一言は、キャラ優先のアニメ界への挑戦宣言だ」などと論じた。
鴻上尚史は「これは物語の形を変えたイメージ・詩の集積物です。結晶化されたイメージが二次元の詩として、画面に立ち現れます。アニメの1つの到達点として評価されるべきものでしょう」と絶賛しながらも、「ただ、これ以上押井さんには狭く高くなってほしくないのです。エンターテイメントの枠組みの中で歯ぎしりしながら跳んでほしいのです。押井さんはそれができる人だと思ってます」と述べた。
池田憲章は「SFファンの心をくすぐりながらも、宗教的・生命感のなさ・終末観というSFファンですら惑乱してしまう虚無的で終末感あふれるイメージが全編に続出する。その中で少女が動き、行動すると生命力を感じさせる生活空間に転じてしまう。『うる星やつら2 ビューティフル・ドリーマー』『ダロス』で実践された『架空の世界』自体に意味を与えるのではなく、最終的には逆説的な要領でキャラクターを立たせるために、常に異様な世界観作りをしてきた押井守監督らしい演出と言えるだろう」「この物語は、過去・現在・未来に生きている人間全てに捧げられたレクイエムだったのかもしれない。意味ありげな心象風景のイメージの積み重ねより、少女の印象が強いのも、映画は『空想の世界』を描くのではなく『その中の人間』を描くのだという証明なのだろう」と評している。
友成純一は「物語という枠組みそのものを取っ払った。一応、『夢の重みを信じる少女が、廃墟の世界で夢のたまごを割られてしまう』という物語はある。だが、本編は飽くまで精緻を極めたイメージの連鎖として綴られていく。美術と作画は、溜息が出るほど素晴らしい。しかし、無意味なイメージの連鎖は何も生みはしない。『卵の中身が空っぽだった』というのは物語という取っ掛かりすら失った押井守の苦悩の空回りのみが感じられ、痛々しかった。イメージ同士がぶつかり合って火花を散らしている背後に、緻密な計算された物語を秘めていなければ、観客は曖昧なイメージを前に不毛な緊張を強いられた挙句、眠気を誘われるだけに終わってしまう。押井守の『従来の物語アニメに対する否定』の意志は明確に表されているものの、反面彼が『作家として何を構築しようとしているのか』が欠落しつつある。観客のイマジネーションを自由に喚起させるべく企図されたというが、それは曖昧なイメージの集積ではなく、作家自身の強固な世界観をぶつけることによって初めて可能になるのではないか。大切なのは問いかけではなく、提示である。『自由に見て下さい』と甘えることではなく、往復ビンタを食らわせることである。そうすれば必ず、観客は作品を自分自身の問題として、反応を返してくるだろう」と押井の姿勢と作品のコンセプトそのものに対して明確な拒絶の意志を示している。
岸田秀は「最初に見た時は『ようわからんかった』です。これは褒め言葉です。わからんと言うのは、『わかろうとして自分の既成の枠組みに入れよう』としていることです。現実には何ら自分の流れに反響を及ぼさない無関係という『わからん』もありますが、本作の場合は違います。その場面場面のイメージは夜寝るまで残りました。街の中の魚の影は何か?たまごとは何なのか?戦車らしきものは一体何なのか?水は幻想というか、現実というか…とにかくどれもが重要な役割を果たしている様だが、『作った人は何を描こうとしているのか?』等と色々考えさせられました。この作品はエモーションの上で反響があったが、それはどういう感動かは容易に言語で説明できることではない」と賛辞を呈し、押井は「僕が意図した通りの見方をして頂いて嬉しい。あなたは善意の観客です」と微笑んだ。

### 後年の評価
小林は出来上がった絵コンテを見た時から「これは絶対に売れるよ」「ほとんど映画として完成してる」と押井の手腕を絶賛した。
本作を観た押井の母親からは「もう観客が来なくなるのではないかと」今後を心配されている。
今関あきよしは「観客が要求するものを気持ちよく出してしまう映画が多い中で、『もっと見る側もイマジネーションを作りなさい』という映画でしたね。絵の並べ方もカット割りというより、イメージの羅列に近い所が部分部分あって、恐ろしく長い間があったりとか。1枚1枚のイメージが見事に絵になっていましたね」「ビデオで見ると、ロングショットのキャラクターはビデオでは点景でしかないし、画面が小さいと何もわからない。音響も静かに演出しているので、細かい部分を聞き取るために音量を大きくすると、ボリュームのノイズが先に聞こえてくる」と評し、押井は「最初から『映画を作るつもりでやろう』とスタッフと意思統一した」と話している。
河森正治は「『よくぞここまで画面設計や色彩の素晴らしい作品を作ってくれた』と頭の下がる思いです」「テレビアニメに比べると予算はいいでしょうけど、劇場用アニメに比べれば、制作期間・制作費の面でそれほど差はないのに、その緻密さには驚くべきものです。場当たりの仕事ではなく、基本的な設計段階で綿密な計画が成された上で作られているのでしょうね」と賞賛している。反面「押井さんが掲げていた『物語性の排除』と『シーンの表現』は少年・少女・たまごの3つに絞っていれば、象徴的な大道具である方舟・太陽等の美術は必要とせず、抽象性・動かし方・台詞の表現で更に突き抜けることができるのは、と思ってしまいます。あれほど克明に描かれているだけに僕個人の欲として言いたくなってしまいます」と語り、押井は「制作中に聞いたら頷いていました。今回はちょっと複雑なんです。既存のアニメーションがよく取り上げる『自己犠牲』『勇気』とは全く違うものを観客の心の中に投げ入れたかった。既存の人生を鼓舞する様なテーマでは、むしろ見る人の現状をあまりにも無視した作品になってしまうと思いました」と返している。
光瀬龍は「今は重く哲学的なテーマを取り扱うと『照れ臭い』『格好悪い』『サラリと流して欲しい』と言われる時代。だからこそ、そのテーマに真面目に取り組んで作っていることが嬉しかった」「本作のテーマは第二次世界大戦前夜のヨーロッパのムードに非常によく似ていると感じた。その頃の私はまだ幼くて、実感として知っているわけではありませんが、その後読んだ書物や記録を思い出すと、ピタリと符合する。言葉で表現すれば、『必ず来る破滅を予期して、おののいている人間の魂』を感じた」と賞賛している。
金子修介は「一言で言えば『寂しい』という印象でした。豊かさ・解放感があまり感じられないのです。もう少し説話的なストーリーがあった方がよかった。カットは非凡でしたけど、構成全体は既にどこかで見た様な気がしました」と評し、押井は「今まで本作で見てきたドラマを反芻して欲しかった。それが新しいエンターテイメントの方法だから」と返した。
長部日出雄は「レベルの高い芸術作品であるし、他の小説・演劇より質が高い。しかも、2度目の視聴でわかったことがあったり、新たにわからなくなった所が出てきたりと『何度も見ないとわからない構造がOVAみたいな作品だな』と思いました」「アンドレイ・タルコフスキーの『ノスタルジア』と深い関係にありますね。それを一番強く感じたのが『水』です。絶えず変化していく『流動性』・人間にとって必要不可欠である反面、多数の死者をもたらす利害の『両義性』というタルコフスキーの思いを、押井さんが意識的に出発点にして、自分なりのイメージを広げていると思うんです。鮮やかに表現されていて、感動しました」「『宇宙』『人間』『生』『死』といった哲学的なテーマを正面切って扱っています」と絶賛し、押井は「僕自身『ノスタルジア』から真似をしたわけではなく、映画とは色々な引用をし、こちらで咀嚼して折り合いがついていればそれでいいと思っています。『これだけ多くの映画が撮られているのだから、かつて撮られていないカットはない』と断言してもいいんじゃないかな」と持論を展開した。
池田敏春は「カメラアングルで俯瞰景が多かったです。失礼な言い方になりますが、撮影する対象に冷たくなれるんですよね。その冷たさが全体の画面を引き締めて美しくさせることにもつながるのですが」と複雑な心境を抱いたが、反面「演技・物語がバカにされ始めた時代の中で、『どうすれば自分たちのテーマを観客に訴えられるか』という問題に本作はアニメーションで対応した。クサい演技は実写だとそのクサさがストレートに伝わってしまう。アニメーションだと『これは絵ですよ』とクサさが取れて、押しつけがましさがなくなっていく」と評価し、押井は「その通りだと思います。物語を作るのが難しくなってしまった今の時代に迂闊なことをやると、すぐに笑われてしまう。かと言っても笑われるのを恐れていると、何も訴えることはできなくなります。ただ、池田さんの仰った『これは絵ですよ』というアニメーションの独自の権利を利用して、生身の人間ではないのをいいことにもっと露骨に演技・物語・感動の押しつけをやっている作品が結構あるんです」と持論を展開した。
押井は「『街はとっくに滅びているのにも関わらず、その事に気付かない人々が鳥や魚を追い続ける』という繰り返しが根本的な自分のモチーフになってしまい、その後何を作っても『天使のたまご』が顔を出す。言ってしまえば僕の倉庫みたいなものであり、好き嫌いを超えた特別な作品です。実際、時々意識的に引っ張ってはアレンジしています」「これから先、巧い映画を作ることはできても、『天使のたまご』を超えることはできない。何故なら、『天使のたまご』が僕の『底』だから。もし僕が『今までとは変わった映画を作る』ということは、『天使のたまご』とは違うものを作るということなんです」「作品の中でやりたいことだけを全部吐き出す様にやりましたので、改めて語る部分がないんです。その分のツケとして『他人が入れない映画』になってしまい、仕事がなくなった。本来『商品』という前提で作品を作っているわけですから、制作者としての自分はやはり問題があった」「テーマに対して、演出が拙い。話もたいしてないし、キャラクターも説明しないし、事件も起きない。普通の日本のテレビアニメの『キャラクターを動かして、セリフを言わせて、それで物語を特化させる』世界と違って、本当に何もない。結構な絵が並んで、結構な音楽が流れてくるだけだから、見る側もどう理解すればいいかわからない」「『天使のたまご』を作ったらアート扱いされて干されたけど、『機動警察パトレイバー』を作ったら、大衆的で周囲が応援してくれた。ほんのわずかな違いしかなくて、やってることは両方とも聖書のアナロジーなのに」と総括している。
村上隆は「本作の曖昧さは、後の押井の作風を悪い意味で決定していったかに見える。確かに、本作ほど天野喜孝・名倉靖博の持つ強烈で抽象性の高いビジュアルイメージを語るのにベストな人選をし、それをアニメーションとして表現しているものはなく、押井の力量を示すものではある。しかし、先送りにされた登場人物の設定や、曖昧なストーリーの骨組みなどを避けて通るかの様に、次々と繰り出す強力なイメージやモチーフの提出のみで劇を引っ張って行き、『時間』や『劇場』を乗り切ろうとする試みに、如何にも1980年代前半のMTVでのミュージックビデオクリップの社会現象のようなものに見えてしまった。その内容は『イメージの中の美少女』『コンプレックスを持った中年男性』『学生紛争への鬱屈』『閉塞してしまう国家へのこれまたコンプレックス』…これらを長台詞で処理するという、説明的になりがちな状況設定を何とか無意味化する逃げの手法が先行していたかに見えた。その長台詞こそ、押井の主張の吐露に留まらず、逆に押井のある種の『照れ』『手塚治虫の作品群でいう所のヒョウタンツギ』『自己批評』等の表現そのものなのであろう。そして、『それこそが押井の決め技だ』と周りのスタッフ・関係者・観客…もしかすると押井監督本人も思っていたのかもしれない」と評している。
天野は「僕としても『原体験』の様になってしまっているんですよ。子供の頃、友達と遊びに行った時のことが記憶として残っているのと同じような不思議な感じ。あの『たまご』も『化石』にしても、もう自分の世界になってしまっているんですよ。『街』があって、『戦車』があって、『水』があって、『教会』があって…自分にとってすごく魅力的な世界だった。イラストレーターになってから、本作で初めて自分なりに持っていた『自分の描きたい世界』に近いものに出会えた」と振り返っている。
鈴木敏夫は「この映画は『観念の具現化』だと思った。情緒が感じられず、男女2人が出てきているのに一切官能性がなく、登場人物が全員観念的だったのは初めて見た時は本当に驚きました。考えてみれば面白い映画なんだけど、そんなものはかつて世界の誰も作ったことがなかった。不可能だから。その不可能への挑戦が成功したかどうかは、僕は敢えて言いません」と評している。
萩尾望都は「絵の美しさ・幻想性の美しさ・今にも壊れそうに、危ういバランスの中で成り立つ世界。その不安感がたまごを持つ少女に集結されているイメージはインパクトが強かった。透き通った美しい世界です」と絶賛している。
四方田犬彦は「水に浮かぶ『惑星ソラリス』の様な幻想という点では『うる星やつら2 ビューティフル・ドリーマー』『GHOST IN THE SHELL / 攻殻機動隊』と本作は似ています。本作はあまり論じられていませんが、押井守の『原型』が全て出揃っているという印象があります。『宇宙全体が神の夢である』という発想がはっきりと出ています」と評している。
冲方丁は「普通『コミュニケーションとはかくあるべし』というやり方を子供の頃に学ぶわけですが、本作では正しい通りにコミュニケーションしていたら、最後に少年がたまごを割る必要はないはずなんです。少女と一緒に孵化を見守ればいい。『唯一の正しいあり方』と思っていたものをひっくり返されたところに新鮮さがありました。『他にもやり方はあったんじゃないか』『別の可能性を知りたい』『本作の世界に行ってしまっても、必要があれば元に戻ることは可能なのではないか』と常にコミュニケーションの成立と断絶を巡る問題について考える様になりました」と自身の創作活動のスタンスのルーツになったことを押井に語り、押井も「後々の作品でも、舞台装置やキャラクターに本作の影や既視感を指摘された。結局同じ人間だから、自分の関心の対象・資質の問題だから変えようがない。それをどうやって世界観や物語に組み込んでいくかが重要なんだよ。言葉だけは年をとる度に違う言葉を使う様に変わっていくよ」と語っている。
布川ゆうじは「俺がプロデューサーだったら絶対やらせなかった」と言い、押井は「それでもやりたかった。宮崎駿になる気は毛頭なかったし、その時々のテーマに忠実でありたかった」と返している。
鳥海永行は「お前はこの作品で、アニメの世界にとてもいい事をしたんだ。それだけは誇っていいんだ」と絶賛したが、それ以上は何も言わず、押井はどこが良かったのか聞こうとしたが、聞けないまま鳥海の死去により永遠に聞く機会を失ってしまった。また、本作の「少女」の役割を持ったキャラクターが、その後の押井が手掛けた作品にも変わった立ち位置で度々出てくることに鳥海は「明解だ。その少女の正体は、お前の最初の奥さんとの間に出来た娘が、お前に取りついたんだ」と解釈を示している。それを聞いた押井は「やっぱり自分の中の映画の原型は出てしまうんだな」「僕は未だにある意味『天使のたまご』の世界に冒険に行ったっきりなんだな」と思いをはせた。
HISASHIは「『何を観せられているんだろう?』と思って、未だに理解はできていないんだけど、そういう作り手のエゴが見えるところがいい。それを解き明かしていく楽しみがある」と賞賛し、それを聞いていた世界も「なんだかわからないけど、『すごいものを見た!』って感じは、音楽に通じるものはあるかもしれない」と同意している。

## 関連書籍
いずれも徳間書店からの刊行。すべて長らく絶版となったが、2004年『イノセンス』公開時に再版された。『絵コンテ集』は2013年、『少女季』は2017年に、復刊ドットコムより再々版（『少女季』は天野喜孝のコメントが新たに収録されている）。 
- 天野喜孝（絵） あらきりつこ、押井守（文）『天使のたまご 少女季』徳間書店、1985年 ISBN 4-19-861802-X
- アニメージュ編集部（編）『THE ART OF 天使のたまご』徳間書店、1986年
  - 2004年の再版時に天野喜孝のイメージボード80ページを追加し、 増補改訂版(ISBN 4-19-810009-8)となる。
- 天野喜孝・押井守『天使のたまご』徳間書店<アニメージュ文庫>、1985年 ISBN 4-19-669549-3
- 『天使のたまご絵コンテ集』徳間書店、1985年 ISBN 4-19-720230-X

## サウンドトラック
天使のたまご 音楽編
菅野由弘、JAN 4988008534030
1. プレリュード
2. 卵のみる夢
3. 機械仕掛けの太陽
4. 天使のたまごメインテーマ
5. 水の記憶
6. 窓の向こうに
7. 水底の街
8. 魚狩り
9. オペラハウス
10. 時の堆積
11. 天使の化石
12. 夜盗の如く
13. 転生
14. 異神と共に

## 本作の登場する作品
篠田節子の小説『聖域』には、登場人物が本作のビデオを鑑賞する場面がある。描写されている内容から見て、作者が本作を実際に鑑賞した上で執筆していることが窺える。
ベルギー出身の映画監督カール・コルパートの作品『In The Aftermath: Angels Never Sleep』（日本未公開）では新撮の実写シークエンスと『天使のたまご』のアニメーションをミックスし、最終戦争後の荒廃した世界が描かれている。

### 雑誌
- アニメージュ編集部「付録『天使のたまご GUIDE BOOK』」『アニメージュ』1985年12月号、徳間書店、1985年12月。
- アニメック編集部「「新春対談 押井守 VS 天野喜孝 『天たまについて』」、「解説 天使のたまご －押井守監督に聞く－」」『アニメック』1986年3月号、ラポート、1986年3月。

### 書籍
- 小林七郎『空気を描く美術 小林七郎画集』徳間書店、2002年。ISBN 978-4198614980。
- 押井守『すべての映画はアニメになる』徳間書店、2004a。ISBN 978-4198618285。
- 押井守『イノセンス創作ノート 人形・建築・身体の旅+対談』徳間書店、2004b。ISBN 978-4198618308。
- 押井守『勝つために戦え！〈監督ゼッキョー篇〉』徳間書店、2010年。ISBN 978-4198630072。
- 押井守『天使のたまご 絵コンテ集』復刊ドットコム、2013年。ISBN 978-4835449661。
- 押井守『押井言論 2012 - 2015』サイゾー、2016年。ISBN 978-4904209936。
- 押井守、笠井潔『創造元年 1968』作品社、2016年。ISBN 978-4861825965。